# Canon RF 24-70mm f/2.8L IS USM
El Canon RF 24-70mm f/2.8L IS USM és un objectiu zoom el qual esta entre una focal gran angular, normal i teleobectiu, de la sèrie L amb muntura Canon RF.
Aquest, va ser anunciat per Canon el 14 de febrer de 2019, amb un preu de venda suggerit de 2.679,99 €.
Aquest objectiu és un tot terreny, per tant, es pot utilitzar per a molts tipus de fotografia, com paisatge, retrat, fauna o esport. La focal d'aquesta òptica és molt usada, per a la seva gran versatilitat.

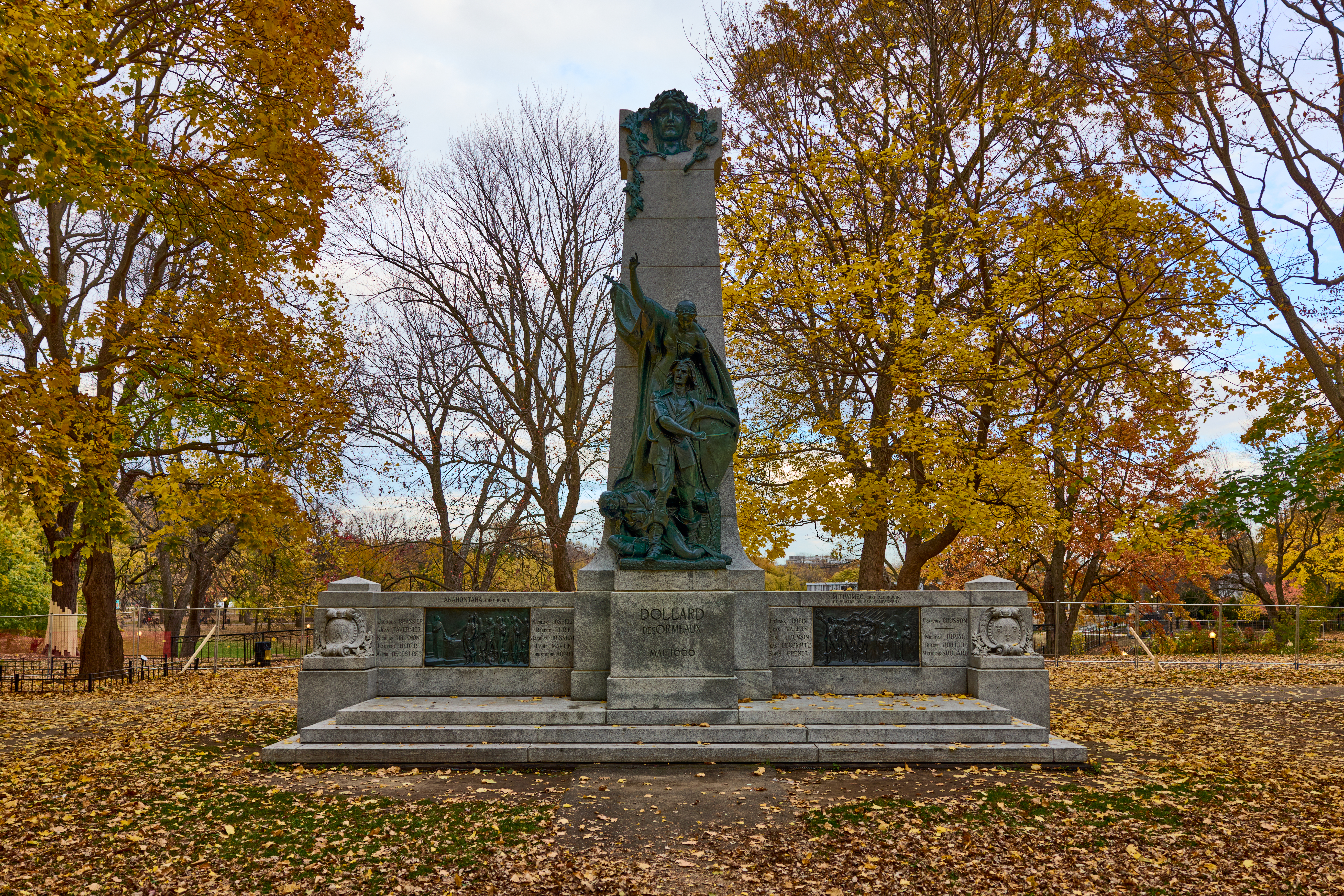
Monument fotografiat a 24mm amb el Canon RF 24-70mm f/2.8L IS USM

## Característiques
Les seves característiques més destacades són:
- Distància focal: 24-70mm
- Obertura: f/2.8 - 22
- Motor d'enfocament: USM (Motor d'enfocament ultrasònic, ràpid i silenciós)
- Estabilitzador d'imatge de 5 passes
- Distància mínima d'enfocament: 21cm
- Rosca de 82mm
- Distorsió òptica a 24mm de -2,06% (tipus barril) i a 70mm d'1,57% (tipus coixí). Amb la correcció de lent activada aquests efectes es redueixen considerablement, donant a 24mm una distorsió de -0,156% (tipus barril) i a 70mm una distorsió de 0,261% (tipus coixí).[4]
- En format RAW, a 24mm i f/2.8 l'objectiu ombreja les cantonades amb tres passes de llum, a partir de f/8 aquest efecte ja disminueix, quedant en una mica més d'un pas i mig. Amb la correcció de lent activada, aquest ombrejat es veu molt reduït, a f/2.8 amb una mica més d'un pas de llum i a f/8 amb una mica més de mitja passa de llum.[4]
- En format RAW, a 70mm i f/2.8 l'objectiu ombreja les cantonades amb una mica més d'un pas i mig de llum, a partir de f/8 aquest efecte ja disminueix molt, quedant en 0,35 passes. Amb la correcció de lent activada, aquest ombrejat es veu molt reduït, a f/2.8 amb mig pas de llum i a f/8 amb 0,15 passes de llum, on és gairebé inapreciable.[4]
- La millor qualitat òptica a 24mm la trobem entre f/2.8 i f/4 al centre, i entre f/4 i f/5.6 a les cantonades. A 70mm la millor qualitat òptica la trobem a f/4 al centre i entre f/5.6 i f/8 a les cantonades.[4]

## Construcció[5]
- Les parts internes i la muntura són metàl·liques, mentre que les altres parts són de plàstic.
- El diafragma consta de 9 fulles, i les 21 lents de l'objectiu estan distribuïdes en 15 grups.
- Consta de tres lents asfèriques, tres d'ultra baixa dispersió, un revestiment d'esfera d'aire (ajuda a reduir els efectes fantasma) i dues lents de fluorita (per resistir la brutícia i taques).

## Accessoris compatibles[6]
- Tapa E-82 II
- Parasol EW-88E
- Filtres de 82mm
- Tapa posterior RF
- Funda LP1222[5]

## Objectius similars amb muntura Canon RF
- Canon RF 28-70mm f/2L USM[7]